# Choumen (oblast)
Pour la ville, voir Choumen.
L'oblast de Choumen est un des vingt-huit oblasts de Bulgarie. Son chef-lieu est la ville de Choumen.

## Géographie
La superficie de l'oblast est de 3 390,2 km².

## Démographie
Lors d'un recensement récent, la population s'élevait à 205 198 hab., soit une densité de population de 60,53 hab./km².

## Administration

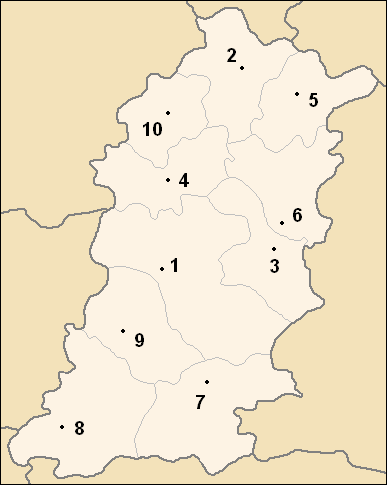
Carte des obchtini de l'oblast de Choumen

L'oblast est administré par un « gouverneur régional » (en bulgare Областен управител), dont le rôle est plus ou moins comparable à celui d'un préfet de département en France. Depuis août 2009, le gouverneur est Dimitar Alexandrov.

## Subdivisions
L'oblast regroupe 10 municipalités (en bulgare, община – obchtina – au singulier, Общини – obchtini – au pluriel), au sein desquelles chaque ville et village conserve une personnalité propre, même si une intercommunalité semble avoir existé dès le milieu du XIXe siècle :
1. Choumen · 2. Kaolinovo · 
3. Kaspitchan · 4. Khitrino · 
5. Nikola Kozlevo · 6. Novi pazar · 

7. Smyadovo · 8. Varbitsa · 
9. Veliki Preslav · 10. Venets ·

## Liste détaillée des localités
Les noms de localités en caractères gras ont le statut de ville (en bulgare : град, translittéré en grad). Les autres localités ont le statut de village (en bulgare : село translittéré en selo).
Les noms de localités s'efforcent de suivre, dans la translittération en alphabet latin, la typographie utilisée par la nomenclature bulgare en alphabet cyrillique, notamment en ce qui concerne l'emploi des majuscules (certains noms de localités, visiblement formés à partir d'adjectifs et/ou de noms communs, ne prennent qu'une majuscule) ou encore les espaces et traits d'union (ces derniers étant rares sans être inusités). Chaque nom translittéré est suivi, entre parenthèses, du nom bulgare original en alphabet cyrillique.

### Choumen (obchtina)
L'obchtina de Choumen groupe une ville, Choumen, et 26 villages :
Belokopitovo (Белокопитово) ·
Blagovo (Благово) ·
Choumen (Шумен) ·
Dibitch (Дибич) ·
Droumevo (Друмево) ·
Gradichte (Градище) ·
Iliya Blaskovo (Илия Блъсково) ·
Ivanski (Ивански) ·
Kladenets (Кладенец) ·
Konyovets (Коньовец) ·
Kostena reka (Костена река) ·
Lozevo (Лозево) ·
Madara (Мадара) ·
Marach (Мараш) ·
Novosel (Новосел) ·
Ovtcharovo (Овчарово) ·
Panayot-Volovo (Панайот-Волово) ·
Radko Dimitrievo (Радко Димитриево) ·
Salmanovo (Салманово) ·
Srednya (Средня) ·
Strouino (Струино) ·
Tcherentcha (Черенча) ·
Tsarev brod (Царев брод) ·
Vasil Droumev (Васил Друмев) ·
Vekhtovo (Вехтово) ·
Velino (Велино) ·
Vetrichte (Ветрище)

### Kaolinovo (obchtina)
L'obchtina de Kaolinovo groupe une ville, Kaolinovo, et 15 villages :
Branitchevo (Браничево) ·
Doïrantsi (Дойранци) ·
Dolina (Долина) ·
Gousla (Гусла) ·
Kaolinovo (Каолиново) ·
Kliment (Климент) ·
Lisi vrakh (Лиси връх) ·
Lyatno (Лятно) ·
Naoum (Наум) ·
Omartchevo (Омарчево) ·
Pristoe (Пристое) ·
Sini vir (Сини вир) ·
Sredkovets (Средковец) ·
Takatch (Тъкач) ·
Todor Ikonomovo (Тодор Икономово) ·
Zagoritche (Загориче)

### Kaspitchan (obchtina)
L'obchtina de Kaspitchan groupe deux villes – Kaspitchan et Pliska –, et 7 villages :
Kaspitchan (ville) (Каспичан) ·
Kaspitchan (village) (Каспичан) ·
Kosovo (Косово) ·
Kyoulevtcha (Кюлевча) ·
Markovo (Марково) ·
Mogila (Могила) ·
Pliska (Плиска) ·
Varbyane (Върбяне) ·
Zlatna niva (Златна нива) 
À noter l'homonymie exacte entre la ville de Kaspitchan et le village du même nom, situé à environ 2 km au sud de la ville, sur la route menant au village de Mogila.

### Khitrino (obchtina)
L'obchtina de Khitrino groupe 21 villages :
Baïkovo (Байково) ·
Bliznatsi (Близнаци) ·
Dlajko (Длъжко) ·
Dobri Voïnikovo (Добри Войниково) ·
Edinakovtsi (Единаковци) ·
Iglika (Иглика) ·
Jivkovo (Живково) ·
Kalino (Калино) ·
Kamenyak (Каменяк) ·
Khitrino (Хитрино) ·
Razvigorovo (Развигорово) ·
Slivak (Сливак) ·
Stanovets (Становец) ·
Stoudenitsa (Студеница) ·
Tcherna (Черна) ·
Tervel (Тервел) ·
Timarevo (Тимарево) ·
Trem (Трем) ·
Varbak (Върбак) ·
Visoka polyana (Висока поляна) ·
Zvegor (Звегор) ·

### Nikola Kozlevo (obchtina)
L'obchtina de Nikola Kozlevo groupe 11 villages :
Karavelovo (Каравелово) ·
Kharsovo (Хърсово) ·
Krasen dol (Красен дол) ·
Kriva reka (Крива река) ·
Nikola Kozlevo (Никола Козлево) ·
Pet mogili (Пет могили) ·
Roujitsa (Ружица) ·
Tsani Gintchevo (Цани Гинчево) ·
Tsarkvitsa (Църквица) ·
Valnari (Вълнари) ·
Vekilski (Векилски)

### Novi pazar (obchtina)
L'obchtina de Novi pazar groupe une ville, Novi pazar, et 15 villages :
Bedjene (Беджене) ·
Enevo (Енево) ·
Izboul (Избул) ·
Jilino (Жилино) ·
Mirovtsi (Мировци) ·
Novi pazar (Нови пазар) ·
Pamouktchii (Памукчии) ·
Pisarevo (Писарево) ·
Praventsi (Правенци) ·
Preselka (Преселка) ·
Setchichte (Сечище) ·
Stan (Стан) ·
Stoyan Mikhaïlovski (Стоян Михайловски) ·
Tranitsa (Тръница) ·
Voïvoda (Войвода) ·
Zaïtchino oreche (Зайчино Ореше)

### Smyadovo (obchtina)
L'obchtina de Smyadovo groupe une ville, Smyadovo, et 9 villages :
Aleksandrovo (Александрово) ·
Byal bryag (Бял бряг) ·
Jelad (Желъд) ·
Kalnovo (Кълново) ·
Novo Yankovo (Ново Янково) ·
Rich (Риш) ·
Smyadovo (Смядово) ·
Tcherni vrakh (Черни връх) ·
Veselinovo (Веселиново) ·
Yankovo (Янково)

### Varbitsa (obchtina)
L'obchtina de Varbitsa groupe une ville, Varbitsa, et 15 villages :
Bojourovo (Божурово) ·
Byala reka (Бяла река) ·
Ivanovo (Иваново) ·
Konevo (Конево) ·
Kraïgortsi (Крайгорци) ·
Kyolmen (Кьолмен) ·
Lovets (Ловец) ·
Malomir (Маломир) ·
Mengichevo (Менгишево) ·
Metodievo (Методиево) ·
Nova byala reka (Нова Бяла река) ·
Souchina (Сушина) ·
Stanyantsi (Станянци) ·
Tchernookovo (Чернооково) ·
Touchovitsa (Тушовица) ·
Varbitsa (Върбица)

### Veliki Preslav (obchtina)
L'obchtina de Veliki Preslav groupe une ville, Veliki Preslav, et 11 villages :
Dragoevo (Драгоево) ·
Imrentchevo (Имренчево) ·
Khan Kroum (Хан Крум) ·
Kotchovo (Кочово) ·
Milanovo (Миланово) ·
Mokrech (Мокреш) ·
Mostitch (Мостич) ·
Osmar (Осмар) ·
Soukha reka (Суха Река) ·
Troitsa (Троица) ·
Veliki Preslav (Велики Преслав) ·
Zlatar (Златар)

### Venets (obchtina)
L'obchtina de Venets groupe 13 villages :
Bortsi (Борци) ·
Bouïnovitsa (Буйновица) ·
Boyan (Боян) ·
Dennitsa (Денница) ·
Drentsi (Дренци) ·
Gabritsa (Габрица) ·
Izgrev (Изгрев) ·
Kapitan Petko (Капитан Петко) ·
Osenovets (Осеновец) ·
Strakhilitsa (Страхилица) ·
Tchernoglavtsi (Черноглавци) ·
Venets (Венец) ·
Yasenkovo (Ясенково) 

## Voir aussi

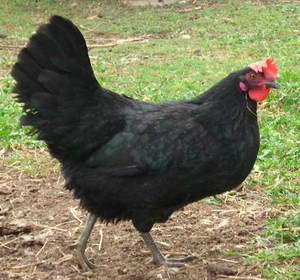
Poule de Choumen